# Николо-Эдомский сельский округ
Николо-Эдомский сельский округ — административно-территориальная единица в Тутаевском районе Ярославской области России. Образован, как и остальные округа, после областной административно-территориальной реформы в 2002 году. Административный центр округа — деревня Столбищи.
В административных границах Артемьевского  и Николо-Эдомского сельских округов образовано 1 января 2005 года муниципальное образование сельское поселение  Артемьевское, в соответствии с законом Ярославской области № 65-з от 21 декабря 2004 года «О наименованиях, границах и статусе муниципальных образований Ярославской области».

## Населённые пункты
На территории сельского округа находятся 32 населённых пункта.
| №  | Населённый пункт              | Тип населённого пункта | Население |
| -- | ----------------------------- | ---------------------- | --------- |
| 1  | Базы Отдыха «Красный Октябрь» | посёлок                | →0        |
| 2  | Баскаково                     | деревня                | →0        |
| 3  | Большое Титовское             | деревня                | ↗4        |
| 4  | Ваулово                       | деревня                | ↘3        |
| 5  | Ваулово                       | посёлок                | ↗13       |
| 6  | Ваулово                       | село                   | ↘66       |
| 7  | Ерофеево                      | деревня                | →0        |
| 8  | Ефимово                       | деревня                | ↘0        |
| 9  | Илькино                       | деревня                | →1        |
| 10 | Ионовское                     | деревня                | ↗14       |
| 11 | Каменка                       | деревня                | →0        |
| 12 | Илькино                       | деревня                | →1        |
| 13 | Ионовское                     | деревня                | ↗14       |
| 14 | Каменка                       | деревня                | →0        |
| 15 | Лукинское                     | деревня                | ↗2        |
| 16 | Малое Титовское               | деревня                | ↗6        |
| 17 | Митинское                     | деревня                | ↗13       |
| 18 | Митюшино                      | деревня                | ↘0        |
| 19 | Николо-Эдома                  | село                   | ↘3        |
| 20 | Новенькое                     | деревня                | ↘5        |
| 21 | Омелино                       | деревня                | ↘9        |
| 22 | Осташево                      | деревня                | ↘83       |
| 23 | Парняково                     | деревня                | ↗14       |
| 24 | Пасынково                     | деревня                | ↘1        |
| 25 | Полуэктово                    | деревня                | ↘13       |
| 26 | Рождественное                 | деревня                | ↘49       |
| 27 | Сельцо                        | деревня                | ↘3        |
| 28 | Селюнино                      | деревня                | ↗6        |
| 29 | Столбищи                      | деревня                | ↘403      |
| 30 | Холм                          | деревня                | ↘2        |
| 31 | Шуино                         | деревня                | →0        |
| 32 | Юдаково                       | деревня                | →0        |